# Gabriela Gutiérrez Ovalle
Gabriela Gutiérrez Ovalle (México, 1961) es artista plástica y visual. Su principal línea de trabajo se ha desarrollado en la pintura abstracta, y además de utilizar los soportes tradicionales, también ha incursionado en la instalación y la escultura utilizando materiales no convencionales. Ha realizado instalaciones sonoras y video-instalaciones. Le interesa conectar procesos de investigación al interior de su taller con la realidad. Construye estructuras conceptuales alrededor de las nociones de límite, imposibilidad, frontera, delimitación y cerco, mismas que aborda como mecanismos que establecen relaciones de control y opresión sobre los individuos, a partir de las estrategias y formas de pensamiento con las que opera el sistema capitalista neoliberal.
Considera que la pintura contemporánea es un vehículo capaz de cuestionar, interpelar y entrar en una comunicación franca e íntima con su espectador.
Ha sido becaria del FONCA (1992-1993); y del Sistema Nacional de Creadores en México (2005-2008; 2010-2013; 2014-2016). 
Desde 1990, ha tenido más de veinte exposiciones individuales y son más de 30 las exposiciones colectivas en las que ha participado, tanto a nivel nacional como internacional. Sus exposiciones individuales se han presentado en el Museo Proceso, Cuenca, Ecuador (2015); En la Galería Le Laboratoire, Ciudad de México (2016, 2014 y 2011); Museo de la Ciudad de Querétaro (2013); Centro Nacional de Las Artes, Ciudad de México (2012); Museo Experimental el Eco y Museo de la Secretaría de Hacienda y Crédito Público, Antiguo Palacio del Arzobispado, Ciudad de México (2009); Museo de Arte Abstracto Manuel Felguérez, Zacatecas (2007); Instituto de México en Madrid (2003); Galería Landucci, Ciudad de México (2003); Museo de la Ciudad de México (1999); Museo Universitario del Chopo, Ciudad de México, (1994).
Con exposiciones colectivas se ha presentado en Galería Le Laboratoire, Ciudad de México (2015, 2014, 2013, 2012, 2011, 2010); Galería Nina Menocal, (2013, 2011, 2012); Museo Universitario de Arte Contemporáneo-UNAM, Ciudad de México (2010); Bienal FEMSA, Monterrey (2009); Museo Mural Diego Rivera, Ciudad de México (2008); Museo de Arte Carrillo Gil, Ciudad de México (1994); Maison de l ́Amérique Latine, Paris (1992), Instituto Cultural Cabañas, Guadalajara, Jalisco (1991), Museo de Arte Moderno, Ciudad de México (1990). 
Su obra se encuentra en las colecciones de museos e instituciones como el Museo de Arte Moderno, Museo de la Secretaría de Hacienda y Crédito Público, Antiguo Palacio del Arzobispado, (Ciudad de México), Museo de Arte Abstracto Manuel Felguérez (Zacatecas), Museo de la Ciudad de Querétaro y se encuentra en colecciones privadas tanto en México, como fuera del país. Participó con la Galería Le Laboratoire en las Ferias de Arte SCOPE Miami Beach 2013 y ZONA MACO 2014 y 2016.

## Biografía
De formación autodidacta, vivió 5 años en la ciudad de Querétaro. La pintura marcó su entrada al lenguaje plástico, con lo cual aprendió a conceptualizar de manera abstracta y simbólica, hasta descubrir otras posibilidades en los objetos y las relaciones que establecen entre sí  y a partir de su ubicación en el espacio. Los procesos de construcción de su práctica artística no son lineales. Recurre a elementos oníricos o subjetivos, a partir de experiencias personales, y de lecturas que fundamentan sus búsquedas conceptuales.
A partir de las estrategias de control que Michel Foucault plantea en su libro Vigilar y castigar (1975), Gabriela Gutiérrez Ovalle estudia  los sistemas disciplinantes de control y opresión, que se materializaron en un primer momento,  en construcciones panópticas, a partir de las aportaciones arquitectónicas que realizó Jeremías Bentham en el siglo XVIII.
Desarrolla formalmente la idea de Cerco  en su producción artística a través de la instalación y la pintura, con una reflexión crítica a las ideas de imposibilidad y acotamiento a las que se ven sujetas las civilizaciones contemporáneas.
Con este proyecto, la artista propone reflexiones alrededor de la idea de parcelar la tierra a través de muros o barreras físicas o de levantar murallas económicas, culturales y raciales y del diseño de las divisiones geopolíticas que establece el nuevo orden mundial.
Entre las obras que muestran el resultado de dichos procesos de investigación destacan las instalaciones Cerco (2012) en la Galería Espacio Alternativo del Centro Nacional de las Artes y Horizonte Límite  (2013) en el Museo de la Ciudad de Querétaro. 
En la exposición Horizonte Límite  presentó una malla de 25 metros tejidos con cabello humano, y el registro de un trabajo en progreso que iniciara en julio de 2009. Fue presentada como una iniciativa itinerante bajo el nombre de Gran Animal II: tejido colectivo de pelo humano, donde se invitaba al público que asistía a centros culturales como el Museo Ex Teresa Arte Actual, Galería La Refaccionaria, Casa Vecina, el Museo de la Ciudad de México y La Quiñonera,  a sesiones colectivas de tejido.
Gabriela Gutiérrez reflexiona a partir de la forma en que se comparte el espacio con una malla de cabello humano que a su vez fue tejiéndose por los participantes, en un encuentro donde intercambiaban conocimiento y experiencias diversas. El resultado de esta participación promovía la reflexión acerca de la manera como se articulan las diferencias humanas y las posibles formas de convivir, al margen de un vigilante que promete seguridad pero al mismo tiempo, actúa como invasor en la vida de las personas. La instalación es un cuestionamiento a los sistemas de poder que dividen y vigilan, por lo general, con el consenso de la población.
Gabriela Gutiérrez Ovalle ha encontrado otros elementos materiales para su producción, como el cuero de vaca, que como el pelo humano, cargan contenidos simbólicos intrínsecos al material.  En 2007 expone “Piel de vaca a pelo” en el espacio R38, el patio del gran claustro y el sotocoro del Ex Templo de San Jerónimo, en la Universidad del Claustro de Sor Juana, en la Ciudad de México acompañado del diseño sonoro de la cantante y compositora, Iraida Noriega y de la composición para piano de Lalé Kafar Zadé.
Se integraron en la muestra, objetos, pintura, instalación, fotografía y video, piezas signadas por la conciencia de la materia prima que le sirven de soporte o motivo de registro: cuero de vaca y cabello humano. Las pieles y los cabellos son restos que dan cuenta de los cuerpos animales y humanos que alguna vez conformaron: “El cuerpo queda reducido a materia prima.: piel y pelo. El cuerpo como productor de materia prima y la pérdida del cuerpo a través de los mecanismos de producción.
En pintura también ha producido obra bajo estos conceptos, utilizando el material y el soporte tradicional a partir de reducir la pulsión pictórica a su expresión mínima, buscando generar concentraciones de marcas de materia, como elemento mínimo esencial desde donde se reelabora y se vuelven a conformar el espacio y las formas, además de que aluden a la experiencia del tejido reelaborada desde la práctica pictórica.
En 2015 llevó al Museo Proceso en Cuenca, Ecuador  su exposición Cercados. En esta exposición, Gabriela Gutiérrez Ovalle elabora tramas como metáforas de un drama individual o colectivo, vital y existencial, social y político de lo que se advierte el correlato autobiográfico, la memoria del cuerpo y sus pulsiones, así como la crítica a los nudos enfermos del tejido sociocultural.
La reflexión crítica sobre la idea de la condición del cuerpo es una constante en su trabajo. Investigación que le ha permitido una producción multidisciplinar y robustecida en lo que refiere a una conversación continua con lo político. Su experiencia artística la ha acercado a otros campos del conocimiento, a manera de un acto de concentración consecuente con el momento social del tiempo en el que ocurre. Marcas-golpes es una muestra pictórica y audiovisual que integra parte de una ruta poética trazada durante años por la artista. Muestra exhibida en la galería Le Laboratoire, Ciudad de México en 2016.

## Obra

### Exposiciones individuales
- Desplazamiento del límite. Antiguo Colegio de San Ildefonso.  Ciudad de México. 2017-2018..
- Marcas-Golpes. Galería Le Laboratoire Ciudad de México, 2016
- Cercados. Museo Proceso, Cuenca Ecuador, 2015
- Meditación Sistémica. Galería Le Laboratoire. Ciudad de México, 2014.
- Horizonte Límite. Museo de la Ciudad de Querétaro, Querétaro y Museo de la Ciudad de México, 2013.
- Proyecto Cerco. Galería Alternativa, Centro Nacional de las Artes. Ciudad de México, 2012.
- Grados de evidencia. Galería Le laboratoire. Ciudad de México, 2011.
- Acerca del Cuerpo. Museo Experimental el Eco. Ciudad de México, 2009.
- Pelaje. Museo de la Secretaría de Hacienda y Crédito Público, Antiguo Palacio del Arzobispado, Ciudad de México, 2009.
- Gran Animal. Instalación en la Escuela de Arte y Superior de Diseño de Mérida, España, 2008.
- Piel de Vaca a Pelo. Intervención en el sotocoro del Ex templo de Sor Juana e instalación en el espacio R38. Universidad del Claustro de Sor Juana. Ciudad de México, 2007.
- Pintura Sola. Galería Gómez Morín. Querétaro, Querétaro, 2007.
- Continentes Imaginarios de Piel. Museo de la Ciudad de Querétaro, 2007.
- Pintura. Seminario de Cultura Mexicana. Ciudad de México, 2007.
- Área Material. Museo de Arte Abstracto Manuel Felguérez, Zacatecas.2007.
- Descenso. Pintura. Galería Landucci. Ciudad de México, 2003.
- Descenso. Pintura. Instituto de México. Madrid, España, 2003.
- Campos. Pintura e instalación. Casa del Tiempo. Universidad Autónoma Metropolitana (UAM). Ciudad de México, 2001.
- Campos. Pintura. Galería Universitaria de Arte Contemporáneo, México, 2001.
- Centro Histórico, Querétaro, Querétaro, México, 2001.
- Aurorales. Casa de Cultura Jaime Sabines. Ciudad de México, 2000.
- Formaciones. Instalación en el estudio Joaquín Clausell, Museo de la Ciudad de México, 1999.
- Principio Alrededor de una Fuente. Instalación en el patio de la Casa de Cultura Jesús Reyes Heroles. Ciudad de México,1998.
- Alientos. Galería Francisco Goitia. Universidad del Claustro de Sor Juana. Ciudad de México, 1996.
- Dibujos de Gabriela Gutiérrez.  Café Galería La Gloria. Ciudad de México, 1996.
- Fractura. Museo Universitario del Chopo. Ciudad de México,1994.
- Yo y mi Testigo. Galería La Agencia. Ciudad de México,1992.

### Exposiciones colectivas
- Lajas de Cola de Conejo Rojo. Instalación en el Centro Cultural El Rule. Ciudad de México. 2018-2019.
- Arte Mexicano Contemporáneo: Sonora 2.0, apuntes para una colección. Exposición Permanente. Museo de Arte de Sonora, MUSAS. Hermosillo, Sonora. 2018.
- Zona MACO. Galería Le Laboratoire. Ciudad de México. 2018.
- Zona MACO. Galería Le Laboratoire. Ciudad de México. 2016.
- Zona MACO. Galería Le Laboratoire. Ciudad de México, 2014.
- El mar en el cual un mosquito puede beber y un elefante puede bañarse. Galería Le Laboratoire. Ciudad de México, 2014.
- Proyecto Memoria. Estudio 71. Sinagoga Histórica, Ciudad de México, 2014.
- Miradas. Sexta Bienal Nacional de Artes Visuales 2014. Fundación Codet. Tijuana, Baja California, 2014.
- Génesis. Ser y Hacer. Museo de la Secretaría de Hacienda y Crédito Público, Antiguo Palacio del Arzobispado, Ciudad de México, 2014.
- Scoope Miami Beach. Galería Le Laboratoire. Miami, Florida, USA., 2013.
- Gallery Weekend. Galería Nina Menocal. Ciudad de México, 2013.
- Memoria Fragmentada. Centro de Arte Bernardo Quintana Arrioja. Querétaro, México, 2013.
- Gabinete de Curiosidades. Galería Le Laboratoire.. Ciudad de México. 2013.
- Una vez terminado el juego, el rey y el peón vuelven a la misma caja. Galería Le Laboratoire.. Ciudad de México, 2012.
- War and Peace. Galería Nina Menocal. Ciudad de México, 2012.
- Prórroga Recuperada. Museo Ex Teresa Arte Actual. Ciudad de México, 2012.
- Pasado Presente. Celda Contemporánea, Universidad del Claustro de Sor Juana, 2012.
- No existen Soluciones fáciles. Galería Nina Menocal. Ciudad de México, 2011
- Superficies del Deseo. Museo Universitario de Arte Contemporáneo-UNAM, Ciudad de México, 2010.
- Bienal FEMSA Monterrey, Nuevo león. México, 2009.
- La Ciudad de las Mujeres. Museo Mural Diego Rivera. Centro Histórico, Ciudad de México, 2009.
- Philigráfica. Printmakers Open Forum. Philadelphia, Estados Unidos, 2009.
- Mujeres Sin Cuenta. Instituto Cultural de México en San Antonio Texas, Estados Unidos, 2008.
- Las Cosas Íntimas. ”La Caja de Arte Contemporáneo”. Museo Mural Diego Rivera. Ciudad de México, 2008.
- Íntimo Acto. Galería de la Biblioteca Central de la Universidad Autónoma del Estado de México. Toluca, Estado de México, 2007.
- Oxígeno. Museo de la Secretaría de Hacienda y Crédito Público, Antiguo Palacio del Arzobispado, Ciudad de México, 2007.
- Negra Sangre del Dibujo. Programa Creadores en los Estados. Exposición itinerante por varios estados de la República Mexicana, 2006.
- Proyecto arte Urbe. Festival Internacional Cervantino, Guanajuato, 2006.
- Entre más chico mejor. Salón des Aztecas. Ciudad de México, 2006.
- 10º. Aniversario de “La Gloria”. Café La Gloria, Ciudad de México, 2004.
- Ovalados. Café La Gloria. Ciudad de México, 2003.
- “José Guadalupe Posada, su tiempo y su historia....” Museo de la Ciudad de México. Ciudad de México, 2002.
- Tercera Bienal Puebla de los Ángeles Universidad Iberoamericana, Puebla, México, 2001
- “Arte bajo el Puente” Galería Puente 15, Querétaro, México, 2001.
- Homenaje a George Bataille. Alianza Francesa, Ciudad de México, 1997.
- Tabla geográfica. Café Galería La Gloria. Ciudad de México, y Museo de Arte Contemporáneo de Oaxaca, 1996.
- Mapas. Galería López Quiroga. Ciudad de México, 1996
- Creación en movimiento. Becarios 1992-1993. Museo de Arte Carrillo Gil. Ciudad de México, 1994.
- Encuentro de dos mundos. Concurso Nacional de Pintura. Alianza Francesa de Ciudad de México,1992.
- Pro-día mundial del artista. Museo Ex Teresa Arte Actual. Ciudad de México,1992.
- Le futur Composé. Artistas neofigurativos de México. Casa de América Latina. París, Francia. Muestra itinerante por ciudades europeas, 1992.
- Todo sereno, siete jóvenes artistas hijos de la ciudad. Instituto Francés de América Latina (IFAL). Ciudad de México,1991.
- 12/69 Desórdenes de la visión. Centro Cultural Ollín Yoliztli. Ciudad de México.1991.
- Desnudo Masculino. Treinta mujeres. Centro Cultural Santo Domingo. Ciudad de México,1991
- Primera subasta de arte de la Sociedad de Amigos del Museo del Chopo. Museo Universitario del Chopo, Ciudad de México,1991.
- Cuatro artistas a cuatro años de la agencia. Galería La Agencia. Ciudad de México,1991.
- Bienal José Clemente Orozco. Instituto Cultural Cabañas. Guadalajara, Jalisco, México,1991.
- Renacimiento Tenochtitlán. Museo Universitario del Chopo. Ciudad de México,1990.
- Dibujo de Mujeres Contemporáneas. Museo de Arte Moderno. Ciudad de México,1990.
- II Festival Internacional del Caribe. Galería del Centro de Convenciones. Cancún, Quintana Roo, México, 1989.
- Instalaciones y Ensamblajes. Galería del Museo Regional de Querétaro, Querétaro, México,1989
- Salón Nacional de Artes Plásticas, Sección de Pintura. Galería del Auditorio Nacional, INBA, Ciudad de México,1989.
- Colectiva de Pintura. Sistema de transporte Colectivo Metro. Ciudad de México.1988.
- Primer Encuentro de Artes Plásticas. Querétaro –Juchitán – Matamoros. Galería del Museo de Arte. Querétaro, México. 1988.

### Colección en museos
- Proyecto Cerco (2018). Museo de Arte de Sonora, MUSAS. Hermosillo, Sonora.
- Construcción con Bala (2002). Museo de Arte Moderno. Ciudad de México.
- Cuerpo Red. Museo de Arte Moderno. Ciudad de México.
- Cuerpo Pintura (2006). Museo de la Ciudad de Querétaro, México.
- Desierto (2003). Museo de Arte Abstracto Manuel Felguérez, Zacatecas, México.
- Lomo. Museo de la Secretaría de Hacienda y Crédito Público, Antiguo Palacio del Arzobispado, Ciudad de México.

## Textos críticos
Miranda, David (2016) Catálogo de Exposición  “Marcas-Golpes” México: Galería Le Laboratoire, Conaculta-FONCA. http://www.lelaboratoire.mx/images/Publs/ggoMarcas.pdf Archivado el 6 de marzo de 2019 en Wayback Machine..
Miranda, David (2016) Catálogo de Exposición  “Marcas-Golpes” México: Galería Le Laboratoire, Conaculta-FONCA. http://www.lelaboratoire.mx/images/Publs/ggoMarcas.pdf Archivado el 6 de marzo de 2019 en Wayback Machine.
Castillo, Erick (2014) Catálogo de Exposición  “Meditación Sistémica” México: Galería Le Laboratoire, Conaculta-FONCA. http://www.lelaboratoire.mx/images/Publs/ggoMedSist.pdf Archivado el 6 de marzo de 2019 en Wayback Machine.
Milán, Eduardo (2011) Catálogo de Exposición  “Grados de Evidencia”  México: Galería Le Laboratoire, Conaculta-FONCA http://www.lelaboratoire.mx/images/Publs/ggoGradosE.pdf (enlace roto disponible en Internet Archive; véase el historial, la primera versión y la última).
Driben, Lelia; Milán, Eduardo (2003) Catálogo de Exposición “Descenso” México: Galería Landucci. https://es.calameo.com/read/003460233f6374be77700
Manuel Lavaniegos (2000) Catálogo de Exposición “Aurorales” México: Casa de Cultura Jaime Sabines, Instituto de Cultura de la Ciudad de México. https://es.calameo.com/read/0034602333d6bac0540f4
Juanes, Jorge (1994)  Catálogo de Exposición “Fractura” México: Museo Universitario del Chopo, UNAM-FONCA. https://es.calameo.com/read/0034602337b26f2685ae4

## Audios y videos
- Erik Castillo y Gabriela Gutiérrez Ovalle. Galería Le laboratoire. 15 de noviembre, 2018. https://www.youtube.com/watch?v=G7pECuwsL0Q
- Presentación del catálogo de la muestra 'Desplazamiento del límite'.  Antiguo Colegio de San Ildefonso, 31 de enero 2018. https://www.youtube.com/watch?v=blCLo6LeOzM
- Entrevista con Gabriela Gutiérrez Ovalle sobre su exposición “Desplazamiento del límite” Antiguo Colegio de San Ildefonso, enero 2018,  Medios Audiovisuales de la Secretaría de Cultura. https://www.youtube.com/watch?v=D1yVAgZf3Fc
- Preguntas a la artista Gabriela Gutiérrez Ovalle sobre su exposición “Desplazamiento del límite” Antiguo Colegio de San Ildefonso, enero 2018,  Antiguo Colegio de San Ildefonso, 20 de diciembre 2017. https://www.youtube.com/watch?v=PDx13HCwTFI
- Charla: "Desplazamientos políticos en torno a la poética latinoamericana del arte". Antiguo Colegio de San Ildefonso, 5 de diciembre, 2017. https://www.youtube.com/watch?v=cj2D91lo6Vk
- Videos promocionales de la Exposición “Golpes” de la Galería Le Laboratoire, noviembre de 2016, Ciudad de México. https://www.youtube.com/watch?v=Kqnmbqo6XVE https://www.youtube.com/watch?v=SNTUe7u4tJI
- Programa de Televisión  “Naturaleza Quieta” dedicado a la creación y montaje de la video-instalación y arte sonoro “Seducción y Cautiverio” de Gabriela Gutiérrez Ovalle en TV UNAM, diciembre de 2015.https://www.youtube.com/watch?v=nKo8-l2oGEo
- Entrevista de televisión acerca exposición “Cercados” TVUnsion, febrero,2015 https://www.youtube.com/watch?v=vd1lq_eB4uA

- Estudio 71, Ejercicio de Intervención, Rama de Jacaranda con Pino Cuarta Etapa por Gabriela Gutiérrez Ovalle, 19 de septiembre, 2014. https://www.youtube.com/watch?v=RsQiqEBPvc0

- Mesa Redonda con motivo de la exposición “Grados de evidencia” de Gabriela Gutiérrez Ovalle en la Galería Le Laboratoire, 29 de julio,2011. https://www.youtube.com/watch?v=9dRA_omjpT4

- Video y Audio del proyecto “Cerco”

- Entrevista de radio a Gabriela Gutiérrez Ovalle “Proyecto Cerco”, Código CDMX, Ciudad de México, 12 de abril de 2012. http://www.codigoradio.cultura.df.gob.mx/index.php/trasatlantico/8915-proyecto-cero-gabriela-gutierrez (enlace roto disponible en Internet Archive; véase el historial, la primera versión y la última).
- “Desnudo Escorzo” pieza incluida en la Exposición “Acerca del cuerpo”, Museo Experimental El Eco, 2009. https://www.youtube.com/watch?v=lpWA6M2G038